# Ethnies en Italie
 (mai 2008).
Si vous disposez d'ouvrages ou d'articles de référence ou si vous connaissez des sites web de qualité traitant du thème abordé ici, merci de compléter l'article en donnant les références utiles à sa vérifiabilité et en les liant à la section « Notes et références ».

Minorités ethno-linguistiques en Italie.

L'Italie comprend de nombreuses minorités linguistiques, religieuses et ethniques au nord, principalement dans les Alpes (Vallée d'Aoste, Frioul-Vénétie julienne, ouest du Piémont, Trentin-Haut-Adige), et au sud (Sardaigne et enclaves diverses en Sicile, dans les Pouilles, la Calabre et le Molise).

## Qu’est ce qu’être italien?
Être Italien c'est, conformément au droit du sol, avoir la nationalité italienne i.e être citoyen italien et, comme en France ou en Grèce, la Constitution ne reconnaît pas d'ethnie selon le droit du sang. Toutefois, à la différence de la France ou de la Grèce, et selon des lois homologues à celles des pays d'Europe centrale et orientale, l'Italie reconnaît douze « minorités linguistiques historiques » et donc le droit de ces dernières d'apprendre leurs langues à l'école et d'avoir une signalisation bilingue.
Bien qu'il existe une quinzaine de langues italo-romanes, sans compter les parlers locaux, la quasi-totalité des habitants parlent l'italien standard comme langue maternelle autant que le dialecte de leur ville d'origine ; on peut donc affirmer que la plupart des italiens sont, de ce fait, bilingues. C'est aussi le cas des membres des « minorités linguistiques historiques ».

### Conflits entre ethnologues
Il existe un débat ethnologique selon le critère de définition d'un « Italien ».
Selon le point de vue constitutionnel-juridique les « Italiens » sont les citoyens de la République italienne dont ils partagent les valeurs, indépendamment de leurs origines, langues et croyances.
Selon le point de vue nationaliste-identitaire, les « Italiens » sont seulement les citoyens ayant pour langue maternelle un parler italo-roman et comme obédience religieuse la tradition catholique de rite latin. Dans ce cas, les « Italiens » selon ce critère ethnique vivent de la plaine du Pô au Nord, à la Sicile au Sud et représentent environ 92 % de la population italienne avec les Siciliens. Selon ce point de vue, être Italien c'est être autochtone, en partageant une langue, une religion et une histoire communes. Au 1er janvier 2007 il y a près de 60 000 000 d'habitants en Italie, dont environ 55 000 000 d'autochtones. On peut y ajouter les locuteurs du groupe rhéto-roman (Frioulans et Ladins) et les Sardes.

### Répartitions linguistiques
On trouve des germanophones et des Rhéto-romans au nord-est du pays (Trentin-Haut-Adige ou Tyrol du Sud et Frioul ; une minorité vit au Piémont), les minorités romanes se trouvent au Nord-Ouestt (Ouest du Piémont et Vallée d'Aoste) et dans les îles (Sardaigne et Sicile), les Slaves vivent à la frontière avec la Slovénie et au Molise tandis que d'autres minorités se trouvent au sud de la péninsule.
Depuis 1946, l'Italie s'est dotée de cinq régions autonomes dans les régions où les minorités étaient les plus présentes.

### Ethnies dans les régions autonomes
Note : Il y a des estimations différentes selon les statistiques. Les populations étrangères ne sont pas comptées.
1) Tableau de la répartition ethnique au Frioul-Vénétie-Julienne:
| Ordre | Ethnie      | Groupe      | Pourcentage | Langues parlées                            | Régions                                          |
| 1/2   | Italiens    | Roman       | 43 à 53 %   | italien et vénitien.                       | Trieste, Gorizia et Pordenone.                   |
| 1/2   | Frioulans   | Rhéto-roman | 42 à 50 %   | frioulan et italien.                       | Udine, Pordenone et Gorizia.                     |
| 3     | Slovènes    | Slaves      | 5,8 à 10 %  | slovène, italien et frioulan (minorité).   | Trieste, Gorizia, Val Resia en province d'Udine. |
| 4     | Cimbres     | Germanique  | 0,21 %      | cimbre, allemand et italien.               | Timau, Sauris.                                   |
| 5     | Carinthiens | Germanique  | 0,19 %      | allemand, italien, et frioulan (minorité). | Tarvisio.                                        |

2) Tableau de la répartition ethnique en Sardaigne:
| Ordre | Ethnie     | Groupe | Pourcentage | Langues parlées                | Régions       |
| 1     | Sardes     | Roman  | 81 %        | sarde et italien.              | Toutes.       |
| 2     | Italiens   | Roman  | 16,3 %      | italien.                       | Toutes.       |
| 3     | Catalans   | Roman  | 1,7 %       | catalan, italien et sarde.     | Alghero.      |
| 4     | Tabarquins | Roman  | 1 %         | tabarquin (ligure) et italien. | Sant'Antioco. |

3) Tableau de la répartition ethnique en Sicile:
| Ordre | Ethnie    | Groupe   | Pourcentage | Langues parlées      | Régions  |
| 1     | Siciliens | Roman    | 91 %        | italien et sicilien. | Toutes   |
| 2     | Italiens  | Roman    | environ 8 % | italien              | Toutes.  |
| 3     | Arberesh  | Illyrien | <1,6 %      | albanais et italien  | Palerme. |

4) Tableau de la répartition ethnique au Trentin-Haut-Adige:
| Ordre | Ethnie              | Groupe      | Pourcentage | Langues parlées                                     | Régions                     |
| 1     | Italiens            | Roman       | 63 à 66 %   | italien.                                            | Trente, minorité à Bolzano. |
| 2     | Tyroliens           | Germanique  | 31 %        | allemand (dialecte tyrolien méridional) et italien. | Province de Bolzano.        |
| 3     | Ladins              | Rhéto-roman | 3,3 à 6 %   | ladin, italien et allemand (minorité).              | Trente.                     |
| 4     | Mochènes et Cimbres | Germanique  | 0,3 %       | allemand (y compris cimbre et mochène) et italien.  | Vallée des Mochènes.        |

5) Tableau de la répartition ethnique en Vallée d'Aoste:
| Ordre | Ethnie     | Groupe     | Pourcentage | Langues parlées                                                      |
| 1/2   | Italiens   | Roman      | 40 à 82 %   | italien et français.                                                 |
| 1/2   | Valdôtains | Roman      | 17 à 58 %   | francoprovençal valdôtain, français, et italien.                     |
| 3     | Walsers    | Germanique | 0,6 %       | allemand (Greschòneytitsch et Eischemtöitschu), français et italien. |

## Latins

### Les Sardes
Les Sardes sont le peuple qui vit en Sardaigne, île autonome située au nord de la Tunisie et au sud de la Corse.

### Les Occitans
Bien que implantés majoritairement dans la moitié sud de la France et au Val d'Aran espagnol, il existe aussi une minorité occitane dans le nord-ouest de l'Italie ainsi que dans le village de Guardia Piemontese, en Calabre.

### Les Valdôtains
Les Valdôtains sont une minorité arpitane habitant la Vallée d'Aoste, la plus petite région d'Italie.

### Minorité arpitane/francoprovençale des Pouilles
Il existe une minorité arpitane dans les communes de Celle di San Vito et de Faeto (région des Pouilles).
Ils sont environ 1 400 dans une région éloignée de près de 1 000 km de la zone alpine.

### Minorité vaudoise
Les Vaudois sont les membres de la communauté de l'Église vaudoise fondée par Pierre Valdo, à Lyon, au Moyen Âge.
La religion se développa rapidement en Provence et en Italie du Nord, mais ses critiques contre la richesse et la vie fastueuse du pape et de l'élite religieuse comme les cardinaux entraîna une répression de la part du clergé qui qualifia ces adeptes d'hérétiques (1215). Persécutés, ils se réfugièrent dans les vallées alpines de la région de Suse.
Malgré une guerre contre le duché de Savoie en 1686, ils obtinrent en 1689 le droit au retour dans leur région et les ghettos furent supprimés en 1848.
Il y a aujourd'hui 30 à 40 000 Vaudois en Italie et une diaspora importante (env. de 15 000 personnes en Argentine et dans l'Uruguay). Ils parlent l'italien, l'occitan et le français (comme langue liturgique).

### Les Catalans d’Alghero: descendants des colons du Royaume d’Aragon
Les Catalans sardes se sont établis dans l'île après son annexion par le royaume d'Aragon (1323), où les Catalans étaient la principale composante ethno-linguistique.
La Sardaigne connut alors un certain peuplement de Catalans (catholiques) jusqu'à la perte de l'île par le royaume d'Espagne (successeur de l'Aragon) en 1720 à la suite d'un échange avec la maison de Savoie qui cède la Sicile aux Autrichiens.
Depuis la prise de possession de l'île par la Savoie, le processus d'italianisation a commencé au détriment des langues autochtones et ibériques, et le catalan a progressivement disparu. Aujourd'hui, il ne reste des catalanophones que dans la ville d'Alghero (conquise en 1358 par les Aragonais et peuplée par des Catalans après l'expulsion de la population autochtone). Le catalan est reconnu comme langue minoritaire et les panneaux routiers sont bilingues (italien-catalan) voir trilingues (italien-catalan-sarde).
Dans cette ville, ils représentent 60 % des 42 000 habitants soit environ 28 000 personnes (1,7 % de la population de la Sardaigne et 0,07 % de l'Italie)[réf. nécessaire].

### Gallo-italiques ou Lombards
Ils sont des peuples non reconnus pour l'état italien.

#### Les Ligures
Les Ligures sont des habitants de Ligurie, qui parlent la langue ligure, o génois.

##### LesTabarquins: Génois de Tabarka

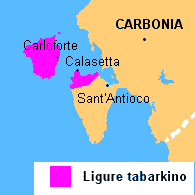
Zones du tabarquin en Sardaigne.

Les Tabarquins sont des habitants de Sardaigne qui parlent un dialecte ligure, le tabarquin. Ils sont environ 15 000 dans les îles de San Pietro et de Sant'Antioco.
Ils sont les descendants de marchands et pêcheurs de corail génois installès fin XVIe siècle, début XVIIe siècle dans l'île tunisienne de Tabarka où ils furent présents jusqu'au XVIIIe siècle et qui furent réduits en esclavage par le bey de Tunis, puis libérés de captivité en partie par le roi Charles-Emmanuel III de Sardaigne en 1742. Il les réinstalla dans les deux îles où ils vivent aujourd'hui.

#### Les Insubres ou Lombards occidentales proprement dite
Les Insubres sont les Lombards qui parlent le lombard occidental, donc le dialecte milanais, comasque, novarais, verban...

#### Les Orobes ou Lombards orientales proprement dite
Les Orobes sont les Lombards qui parlent le lombard oriental, donc le dialecte bergamasque, bressan, cremasque, trentin occidental...

#### Les Piémontais
Les Piémontais sont des habitants de Piémont, dans la plaine du Pô occidentale et ses Alpes. Ils parlent principalement la langue piémontaise.

#### Les Émiliens
Les Émiliens sont des habitants de l'Émilie, dans la basse plaine du Pô. Ils parlent dialectes de la langue émilienne.

#### Les Romagnoles
Les Romagnols sont des habitants de la Romagne, dans la basse plaine du Pô. Ils parlent la langue romagnole.

#### Lombards de Sicile
Les Lombards de Sicile sont des habitants de Sicile qui parlent gallo-italique.
Ils sont les descendants des soldats et colons lombards de l’Italie du Nord installés en Sicile après la conquête normande de l'Italie du Sud par les troupes du comte normand Roger de Hauteville.

### Rhètes

#### LesFrioulans
Les Frioulans sont les habitants du Frioul et de certains îlots linguistiques en Vénétie, parlant une langue rhéto-romane (proche du ladin) des Dolomites italiennes et du romanche des Grisons, en Suisse, le frioulan, ainsi que l'italien.
Ils sont surtout présents dans la province d'Udine (75 % de la population), mais également dans celle de Pordenone (37 %) et de Gorizia (24 %). Ainsi qu'à Portogruaro en Vénétie.
Certains ethnologues les considèrent comme étant une minorité, même s'il existe au Frioul un très fort sentiment d'appartenance à la nation italienne.
Il y a 700 000 Frioulans en Italie dont 600 000 au Frioul et une forte diaspora (environ 800 000) à l'étranger, notamment en France, en Belgique, au Luxembourg, en Suisse, en Allemagne, en Slovénie, en Croatie, en Roumanie, en Argentine, au Brésil, en Uruguay, au Venezuela, aux USA, au Canada, en Australie...

#### Les Ladins: le peuple desDolomites

Drapeau des Ladins

Les Ladins sont une ethnie du Haut-Adige ou Tyrol du Sud, du Trentin et du nord de la Vénétie parlant une langue rhéto-romane, le ladin mais également l'italien.
Il existe un contentieux entre ethnologues : certains les considèrent comme des italiens ethniques (langue d'origine latine ; fort sentiment d'appartenance à l'Italie) et d'autres qui les considèrent comme un groupe distinct, ethniquement proche des Frioulans.
Il reste 30 000 à 50 000 Ladins en Italie dans les communes suivantes :
Au Trentin-Haut-Adige :
• Urtijëi (80 % de la population).
• Selva di Val Gardena (Sëlva en ladin).
• Corvara in Badia (Corvara en ladin).
En Vénétie :
• Cortina d'Ampezzo (Anpëz en ladin).

## Germanophones

### Les Tyroliens: première minorité non latine d’Italie.
Les Tyroliens sont les germanophones habitant le Haut-Adige ou Tyrol du Sud, qui correspond à l'actuelle Province de Bolzano, dans la région autonome du Trentin-Haut-Adige. Ils ne doivent pas être cependant confondus avec les Mochènes et les Cimbres, des ethnies germanophones spécifiques.
Le Tyrol a appartenu à des dynasties du Saint-Empire romain germanique depuis le Moyen Âge. Elles contribuèrent à la germanisation de la population qui était soit latine soit rhéto-romane. Après avoir appartenu à la dynastie des Habsbourg jusqu'en 1918, elle est perdue au Traité de Saint-Germain-en-Laye au profit de l'Italie. En effet, les nationalistes italiens réclamaient cette région peuplée d'une forte minorité italophone faisant partie de la péninsule italienne.
Les Tyroliens connurent une politique d'assimilation forcée de la part du régime italien après la prise du pouvoir par Benito Mussolini en 1922. L'allemand était interdit à l'école et les noms de rue furent systématiquement italianisés, ce qui augmenta la tension avec l'Autriche voisine qui possédait le Nord du Tyrol et avait déjà tenté de conserver la province sous la République d'Autriche allemande en 1918. 
En 1938 (après l'Anschluss), Benito Mussolini et Adolph Hitler signèrent un traité qui obligea les Tyroliens à accepter l'assimilation ou à émigrer dans le Troisième Reich. Cependant, avec la Seconde Guerre mondiale et l'occupation allemande de l'Italie (1943), le Tyrol du Sud fut annexé par l'Allemagne sous le nom d'Alpenvord.
En 1945, le Tyrol du Sud fut de nouveau annexé à l'Italie qui accorda à la région le statut d'autonomie (1946). Cependant le différend frontalier avec l'Autriche, redevenue indépendante, perdura jusqu'en 1972 (autonomie élargie pour la province de Bolzano), tandis que sévissait une organisation terroriste jusqu'à la fin des années 1980. 
Aujourd'hui, les Tyroliens du Sud profitent de leur statut d'autonomie et de bilinguisme qui permet à la province de Bolzano d'être la plus riche d'Italie (profitant d'investissements d'entreprises italiennes, autrichiennes et allemandes).
Ils sont au nombre de 300 000 (69,5 % de la population de la province de Bolzano ; 31 % des habitants du Trentin-Haut-Adige) ce qui représente 0,5 % de la population italienne. 
Ils parlent l'allemand, le tyrolien (proche du bavarois) et l'italien.

### Les Walsers: une ethnie divisée en 4 pays

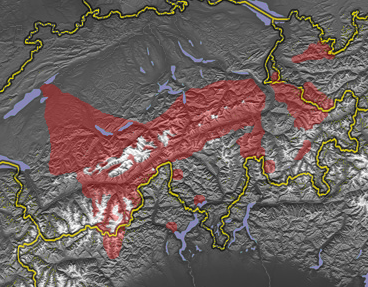
Régions où vivent les Walsers.

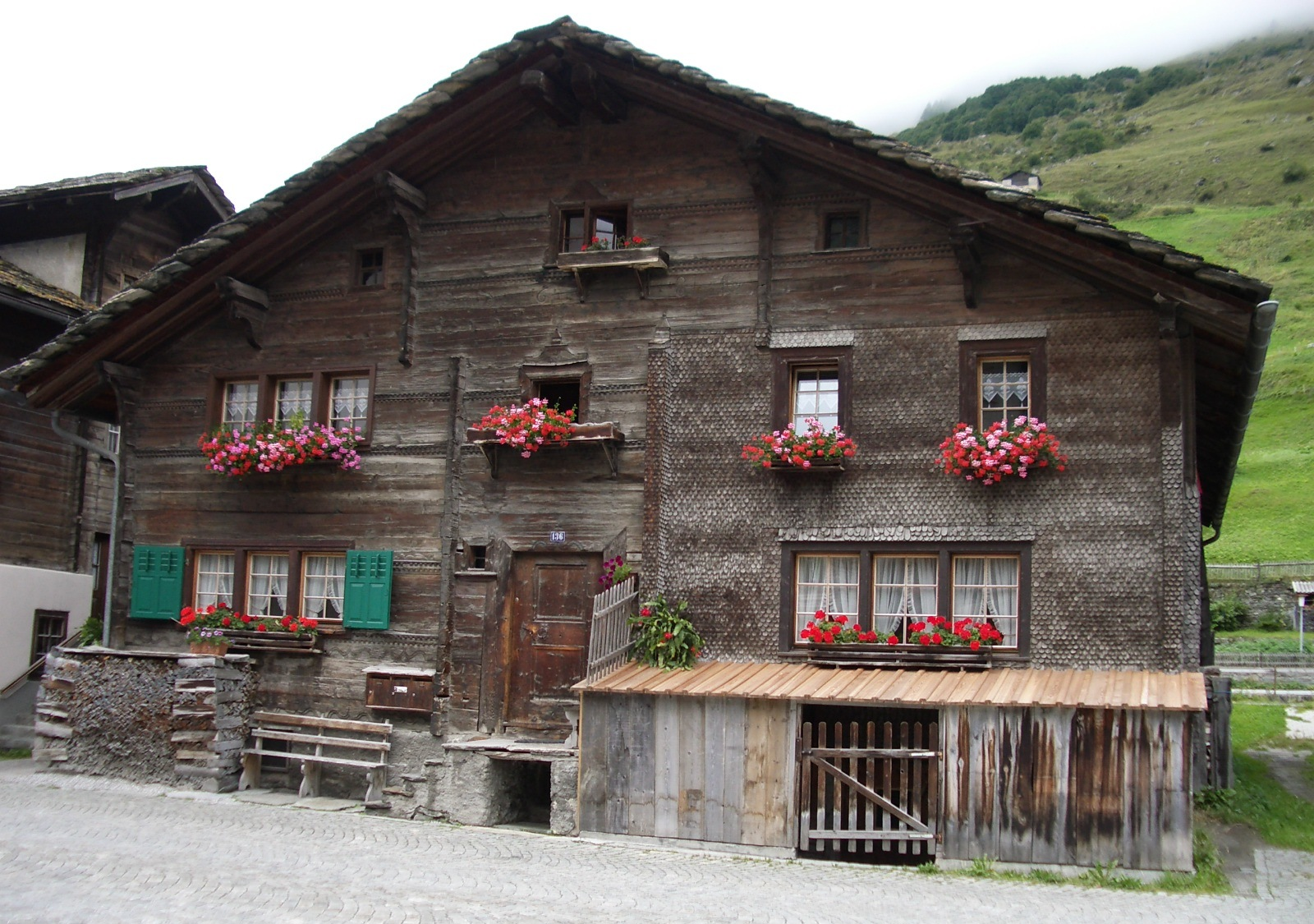
Maison traditionnelle Walser

Les Walsers sont un groupe ethnique germanophone vivant dans les Alpes italiennes, suisses (environ 10 000) et autrichiennes (plus de 10 000) ainsi qu'au Liechtenstein (commune de Triesenberg : environ 1 300 soit 4 % de la population). Ils ont émigré de la région de Berne vers l'an mil vers des vallées alpines inhabités (notamment en Valais d'où le nom).
En Italie, ils vivent majoritairement dans le Piémont, dans les communes de Pomatt et Alagna Valsesia, et en Vallée d'Aoste, dans la haute vallée du Lys, où sont présents des musées et des associations pour l'étude et la défense de la culture et de la langue walser. 
Il y a 9 communes où vivent les Walsers :
Trois en Vallée d'Aoste : 
• Gressoney-Saint-Jean (Kressnau Sankt Johann en allemand).
• Gressoney-la-Trinité (Kressnau Dreifaltigkeit en allemand).
• Issime (Eischeme en allemand).
Cinq au Piémont :
• Alagna Valsesia (Im Land en allemand).
• Formazza (Pomatt en allemand).
• Macugnaga (Makana en allemand).
• Rima San Giuseppe (Ind Rimmu en allemand).
• Rimella (Remmalju en allemand).
Ils restent environ 3 400 Walsers en Italie  (soit 13,6 % des Walsers)[réf. nécessaire]. Ils sont de religion catholique et parlent le Walser Titsch ou Töitschu, un dialecte alémanique qui trouve ses origines à la période médiévale.

### Les Mochènes: une ethnie alpine

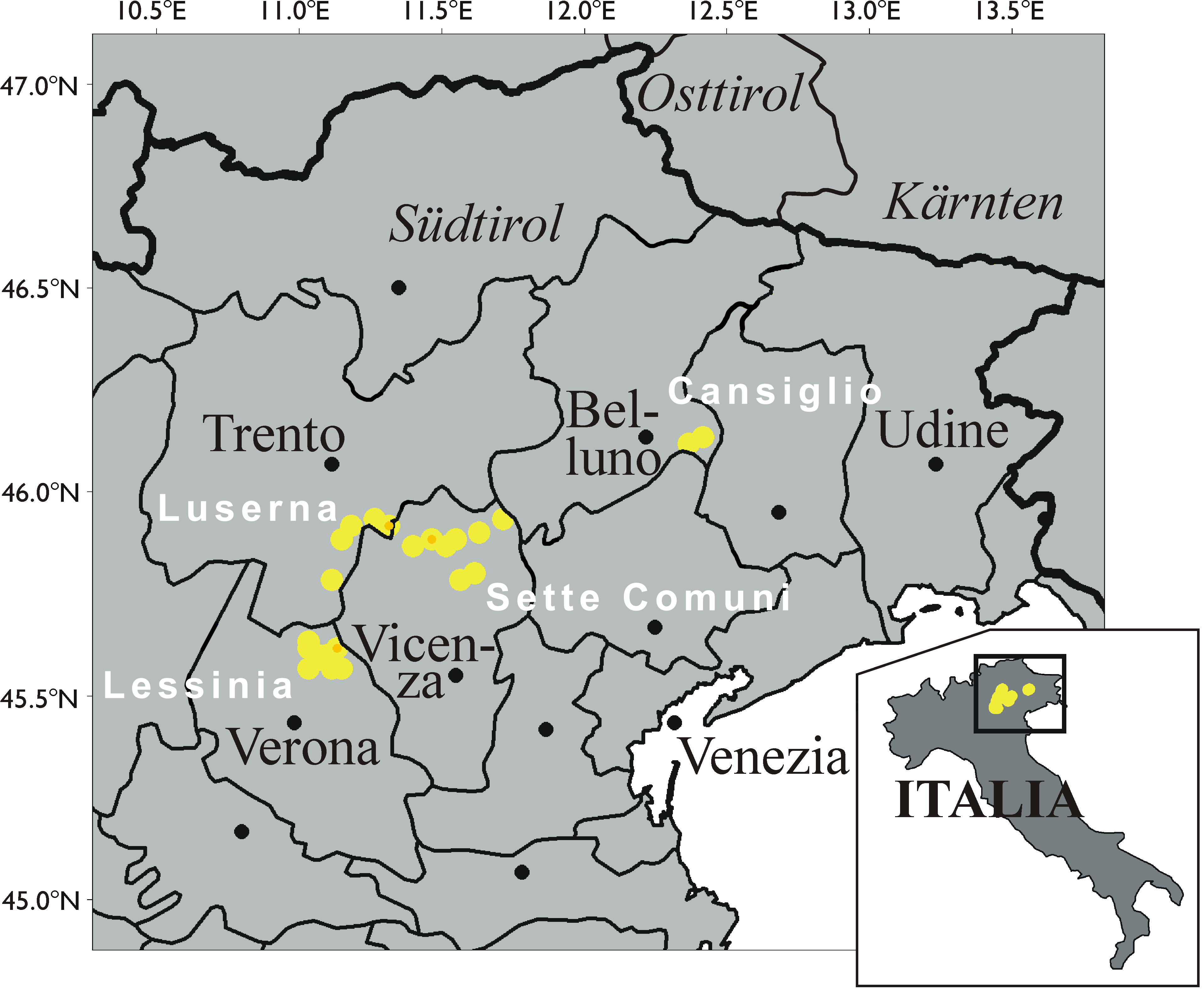
distribution historique (jaune) et courante (orange) des langues Cimbre et Mochène.

Les Mochènes sont une ethnie germanique qui vivent dans le Trentin. Ils parlent le dialecte mochène, proche du bavarois (environ 2 300 locuteurs). Ils sont arrivés en Italie au Moyen Âge.
Ils vivent notamment dans les villes de Fierozzo (Vlarotz) de Frassilongo (Garait) et de Palù del Fersina (Palae en Bernstol) qui se trouvent dans la province de Trente. Les trois communes sont soumises à une dure émigration vers des grandes villes, ce qui pourra entraîner la disparition de leur langue.

### Les Cimbres: une communauté installée il y a plus de mille ans
Il y a environ 2 200 Cimbres en Italie, dans la région du Frioul-Vénétie-Julienne (où ils représentent 0,2 % de la population) en Vénétie et dans le Trentin-Haut-Adige.
Ils vivent dans les communes suivantes :
Au Frioul : Sauris (Zahre en allemand). Timau (Tischlwang en allemand), près de la frontière autrichienne.
Au Trentin-Haut-Adige : Luserna (Lusern en allemand).
En Vénétie : Sappada (Plodn en cimbre ; Pladen en allemand). Giazza (faisant partie des Tredici Comuni).
Ils sont de religion catholique et parlent un dialecte allemand autrefois proche du bavarois mais qui est devenu un isolat par suite de son isolement de tout contact avec les dialectes germaniques voisins comme le mochène.
Leur langue est menacée par le fait que l'italien est parlé par la majorité de la population et donc le cimbre perd peu à peu du terrain (hormis au Frioul où les communautés sont plus nombreuses et possèdent une meilleure reconnaissance culturelle).
L'écrivain le plus réputé et revendiquant cette appartenance est Mario Rigoni Stern (Asiago, 1921 - Asiago, 2008)

### Les Carinthiens: Une population d'origine autrichienne
Ils vivent dans les villes de Tarvisio (Tarvis), de Malborghetto Valbruna et de Pontebba (Pontafel) qui se trouvent dans le Frioul-Vénétie-Julienne, en Carnia, près de la frontière avec l'Autriche et la Slovénie. Les communes où ils vivent sont généralement multilingues (italien-frioulan-allemand-slovène). 
La communauté compte environ 2 000 personnes (0,2 % de la population de la région FVJ).

## Slaves

### Les Slovènes duFrioul-Vénétie Julienne
Les Slovènes vivent à l'est de la région du Frioul-Vénétie-Julienne où ils forment une importante minorité (voir majorité) dans certaines communes des provinces d'Udine, de Gorizia et de Trieste où ils sont reconnus comme minorité.
Les Slovènes sont présents dans les communes suivantes : Gorizia (à la frontière avec la Slovénie), Trieste, San Pietro al Natisone, Resia, Savogna d'Isonzo, Monrupino.
Il y a entre 80 000 et 120 000 Slovènes en Italie (0,14 à 0,21 % de la population italienne). Ils sont de religion catholique et parlent un dialecte du slovène, le résian, et l'italien. Le slovène est appris dès l'école primaire, ce qui devrait le maintenir en Italie.

### Les Croates du Molise
Les Croates du Molise sont les descendants de Croates installés dans plusieurs communes du Molise vers le XVIe siècle. Ils fuyaient notamment la conquête de la Bosnie par les Ottomans. Leur communauté s'est en partie italianisée (notamment ceux des littoraux), les seuls se définissant comme Croates sont ceux de trois villages isolés de la mer. 
Ils se sont distingués des Croates de Croatie par l'adoption de nombreux mots italiens avec le croate, c'est ce que l'on appelle le croate du Molise (it). 
Les communes, situées dans la province de Campobasso où vivent actuellement cette ethnie, sont :
- San Felice del Molise (en serbo-croate : Štifilić o Filič).
- Acquaviva Collecroce (en serbo-croate : Živa Voda-Kruċ).
- Montemitro (en serbo-croate : Mundimitar).

Il y a environ 3 000 Croates dans ces trois communes où ils forment la majorité de la population et dans le reste du Molise (0,9 % de la population de cette région). 
Ils sont de religion catholique et ont conservé beaucoup de leurs traditions[réf. nécessaire]. 
Cependant, il y a eu une forte émigration du Molise vers le Nord de l'Italie depuis les années 1950. Cela a également touché la communauté croate et désormais 1 000 Croates du Molise vivent en dehors de leurs villages, notamment dans le nord.

## Autres groupes ethniques

### LesRoms
Il existe une communauté romani en Italie depuis le Moyen Âge, souvent appelée Sinti, à laquelle se sont ajoutés les travailleurs agricoles saisonniers Roms d'Europe de l'Est. Les Sinti ont maintenu leur langue indo-aryenne, le Sinté. Cette communauté est connue pour sa musique mani ou tallava et pour les arts du cirque (dont les maisons Gatti-Manetti ou Romanès).

### LesArbëresh
Les Arbëresh sont une ethnie albanophone vivant dans des villages enclavés de Calabre, de Molise, des Pouilles et de Sicile.
Ils descendent des Albanais chrétiens ayant lutté contre l'Empire ottoman sous la conduite du héros national Gjergj Kastriot Skanderbeg qui, après sa mort (en 1468), obtinrent l'asile dans le royaume de Naples où ils reçurent des terres en échange de leur service militaire.
Ils furent rejoints au XVIIIe siècle, par un autre groupe d'Albanais chrétiens après le massacre de 6 000 membres de leur communauté car ils avaient refusé de se convertir à l'islam.
Leur population est estimée entre 80 000 et 120 000 individus (entre 0,14 et 0,21 % de la population italienne). Ils sont soit catholiques de rite latin, soit catholiques de rite byzantin membres de l'Église grecque-catholique italo-albanaise.
Il existe une importante diaspora à la suite de l'émigration au début du XXe siècle de dizaines de milliers d'Arbëresh vers l'Amérique en raison de la pauvreté du Mezzogiorno. Cette émigration fit risquer l'extinction de la langue et de leur culture, ce qui n'est pas arrivé car elle a diminué après la Première Guerre mondiale.

### LesGrikos: héritiers de laGrande-Grèce?

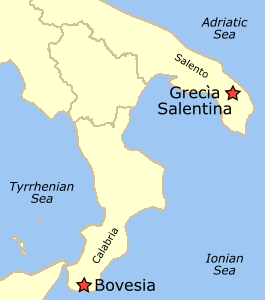
Grikos de Salente et de Bova.

Les Grikos sont une minorité d'origine grecque vivant dans le sud de l'Italie dans les Pouilles et la Calabre.
Au nombre de 40 000, ils parlent le griko, une langue proche du grec moderne mais écrit en alphabet latin et non grec (environ 20 000 locuteurs) et l'italien.
Ils ont été reconnus comme minorité linguistique par le parlement italien.

### Maltais
Les Maltais, peuple parlant une langue sémitique, sont présents en Italie, dans les îles de Pantellaria, Linosa et Lampedusa. Ils sont surtout des pêcheurs qui ont été italianisés.

### Cosaques
Les Cosaques sont les descendants de Cosaques anti-soviétiques, ayant fui l'Union des républiques socialistes soviétiques après l'opération Barbarossa (22 août 1941) et ayant rejoint l'armée allemande, Adolf Hitler leur ayant promis un État indépendant, le Kosakenland, dans la région de Carnia, au Frioul.
Ainsi, 40 à 60 000 Cosaques furent installés dans cette région entre 1943 et 1944, après le début de l'occupation allemande à la suite de la chute de Mussolini en septembre 1943.
Les Cosaques furent massacrés par les armées britanniques et américaines dans les Alpes au printemps 1945 tandis qu'une partie des survivants furent déportés en Sibérie dans ce qu'on appelle la Catastrophe de Lienz.
Cependant, une partie des Cosaques, les plus jeunes, fut sauvée par des couples italiens et d'autres, marié(e)s à des Italien(ne)s, eurent le droit de rester.
On ne sait pas combien de personnes ont le sang cosaque en Autriche et en Italie et s'ils ont su préserver une partie de leur culture (religion orthodoxe, langue slave ?).